# Transmediales Erzählen
Das Konzept des transmedialen Erzählens bezeichnet in der Medienwissenschaft eine Strategie, einen bestimmten Inhalt über mehrere Medien hinweg zu erzählen. Bei dem von Henry Jenkins geprägten Begriff handelt es sich um ein Erzählphänomen der Medienkonvergenz.

## Allgemeines
Für ein transmedial erzähltes Projekt wird beispielsweise auf der Basis eines Buches zunächst ein Film produziert, der das Interesse der Konsumenten weckt. Besonders interessierte Fans nutzen dann die begleitend produzierten Comics, Videospiele, Fernsehserien etc. und tauschen sich auf Fanseiten im Internet über Inhalte aus. Ziel dieser Strategie ist es, einen einmaligen Komplex aus narrativen Strukturen zu schaffen und dadurch die Rezeption zu einem besonderen Erlebnis zu machen, wie Henry Jenkins auf seiner Internetseite erläutert:
„Transmedia storytelling represents a process where integral elements of a fiction get dispersed systematically across multiple delivery channels for the purpose of creating a unified and coordinated entertainment experience.“
Im Idealfall wird aus einem Inhalt ein so großes narratives Konstrukt geschaffen, dass ein einziges Medium zur umfassenden Rezeption nicht genügen würde. Die Geschichte wird deshalb „bruchstückhaft“ auf mehrere Medien aufgeteilt. Dabei muss die Erzählform jeweils an systemimmanente Eigenheiten der unterschiedlichen Medien angepasst werden.

## Ökonomische Hintergründe
Die transmediale Erzählstrategie macht sich oft synergetische Effekte der modernen Marktwirtschaft zu Nutze. Große Unternehmen verfolgen das Ziel, ihre Produkte auf so vielen Märkten wie möglich zu etablieren. Durch Unternehmenszusammenschlüsse ist es möglich, dass die Vermarktung eines Produktes auf sehr unterschiedlichen Absatzmärkten gelingt und dabei gewinnbringend für ein einziges großes Medienunternehmen ist. Das transmediale Erzählen ermöglicht es dem Konsumenten je nach Interessenschwerpunkt über sein „Lieblingsmedium“ in den Komplex einzusteigen und sich dann auch über sonst weniger genutzte Medien vorzuarbeiten. So wird es auch möglich, dass sich Konsumenten der „alten“ Medien wie Buch, Film und Fernsehen aus Interesse an der Geschichte an neuere Medien wie z. B. Internet und Computerspiele heranwagen. Für Medienkonzerne bietet sich die Chance, über mehrere Märkte hinweg mit ein und demselben Inhalt Gewinne zu erzielen.

## Beispiele für die Konvergenz von TV und Internet
In den meisten Fällen ranken sich transmediale Erzählungen nicht um einen klar strukturierten Handlungsaufbau mit einem einzelnen Charakter. Komplexe Handlungen und Personenkonstellationen, wie sie beispielsweise in der amerikanischen Fernsehserie LOST zu finden sind, bieten ein viel größeres Expansionspotential. Dem Rezipienten wird ein hohes Maß an Eigeninitiative abverlangt, in die Story einzutauchen und Antworten auf Ungereimtheiten vielleicht in anderen Medien zu finden. So wird oftmals das Internet einerseits als Plattform des Austausches zwischen Fans genutzt.
Hier tritt ein Effekt auf, der durch den von Pierre Lévy geprägten Begriff Kollektive Intelligenz  charakterisiert wird. Die begeisterten Fans produzieren durch ihre einzelnen Beiträge und Kommentare einen großen Wissensvorrat rund um die entsprechende Sendung. Andererseits bieten die Produktionsfirmen Internetseiten an, auf denen die Seriencharaktere präsentiert werden – so z. B. auch in der deutschen Serie dasbloghaus.tv. Die Seite Dawson’s Desktop, als Ergänzung der Serie Dawson’s Creek, stellt dabei einen der webbasierten Vorreiter dar. Die Serienfiguren werden hier noch einmal tiefergehend charakterisiert, bekommen eine Vorgeschichte und ein größeres soziales Umfeld als in der Serie. Es gibt sogar Möglichkeiten, mit den Charakteren in einen persönlichen Chat-Kontakt zu treten, wobei die fiktionalen Figuren durch Mitglieder des Produktionsteams vertreten werden.

## Transmedia Manifest
Das Transmedia Manifest entstand im Rahmen der Frankfurter Buchmesse im Jahr 2011. Als Teil der Veranstaltung „Storydrive“, die sich mit der Verschmelzung der Branchen „Buch“, „Film“ und „Game“ beschäftigte, wurde ein Team von Transmedia-Experten aus unterschiedlichen Bereichen zusammengestellt und mit der Aufgabe betraut, eine Geschichte der Zukunft zu entwerfen, die transmedial erzählt werden soll („Der Holger-Komplex“). Die Erfahrungen, die im Laufe dieser Zusammenarbeit gesammelt wurden, wurden im „Transmedia Manifest“ festgehalten und später auf der Frankfurter Buchmesse proklamiert.